# الاتاتراه
ال-اتاتراه (به لاتین: Al-Atatra) یک منطقهٔ مسکونی در سرزمین‌های فلسطینی‌نشین است که در استان شمالی لبنان واقع شده‌است.